# Heterenchelyidae
Famille
Les anguilles de vase ou hétérenchélyidés (Heterenchelyidae) sont une famille de poissons téléostéens serpentiformes.

## Liste des genres et espèces
Selon ITIS et FishBase :
- genre Panturichthys
  - Panturichthys fowleri  (Ben-Tuvia, 1953)
  - Panturichthys isognathus  Poll, 1953
  - Panturichthys longus  (Ehrenbaum, 1915)
  - Panturichthys mauritanicus  Pellegrin, 1913
- genre Pythonichthys
  - Pythonichthys asodes  Rosenblatt & Rubinoff, 1972
  - Pythonichthys macrurus  (Regan, 1912)
  - Pythonichthys microphthalmus  (Regan, 1912)
  - Pythonichthys sanguineus  Poey, 1868